# Hellín (kommun)
Hellín är en kommun i Spanien.   Den ligger i provinsen Provincia de Albacete och regionen Kastilien-La Mancha, i den sydöstra delen av landet, 280 km sydost om huvudstaden Madrid. Antalet invånare är 31 262.